# دار ضيافة القديس سرجيوس
مبنى بعثة القديس سرجيوس أو دار ضيافة القديس سرجيوس هو مبنًى في القدس شُيدَ في عام 1890 من قبل الجمعية الإمبراطورية الأرثوذكسية الفلسطينية، وذلك بفضل منحةٍ من الدوق الأكبر سيرغي ألكسندروفيتش، وكان ذلك في إطار اختصاص البعثة الكنسية الأرثوذكسية الروسية في القدس. تم ترميم المبنى في عام 2009.